# Lúcio Pedânio Segundo
Lúcio Pedânio Segundo (em latim: Lucius Pedanius Secundus; m. 61) foi um senador romano nomeado cônsul sufecto para o nundínio de março a julho de 43 com Sexto Palpélio Histro. Sua família era oriunda de Barcino, na Hispânia Tarraconense.

## Carreira
Depois do consulado, Segundo foi nomeado prefeito urbano de Roma por Nero. Pouco se sabe sobre além disto sobre sua vida, exceto que ele foi assassinado em 61 por um de seus escravos. O Senado Romano, liderado por Caio Cássio Longino exigiu a execução de todos os 400 escravos de Pedânio, o que estava de acordo com a lei romana. O povo se enfureceu e exigiu que os escravos inocentes fossem libertados, mas Nero utilizou a guarda pretoriana para evitar que a multidão atrapalhasse as execuções.
Cneu Pedânio Fusco Salinador, cônsul sufecto em 61, era seu irmão.